# هیزل آر اولیری
 هیزل آر اولیری (انگلیسی: Hazel R. O'Leary؛ زادهٔ ۱۷ مهٔ ۱۹۳۷) یک سیاست‌مدار اهل ایالات متحده آمریکا است.